# Classe Skjold
La classe Skjold ("Scudo") è una nuova classe di corvette lanciamissili costruite in Norvegia. La loro costruzione avviene nei cantieri di Umoe Mandal su progetto norvegese. 

## Caratteristiche

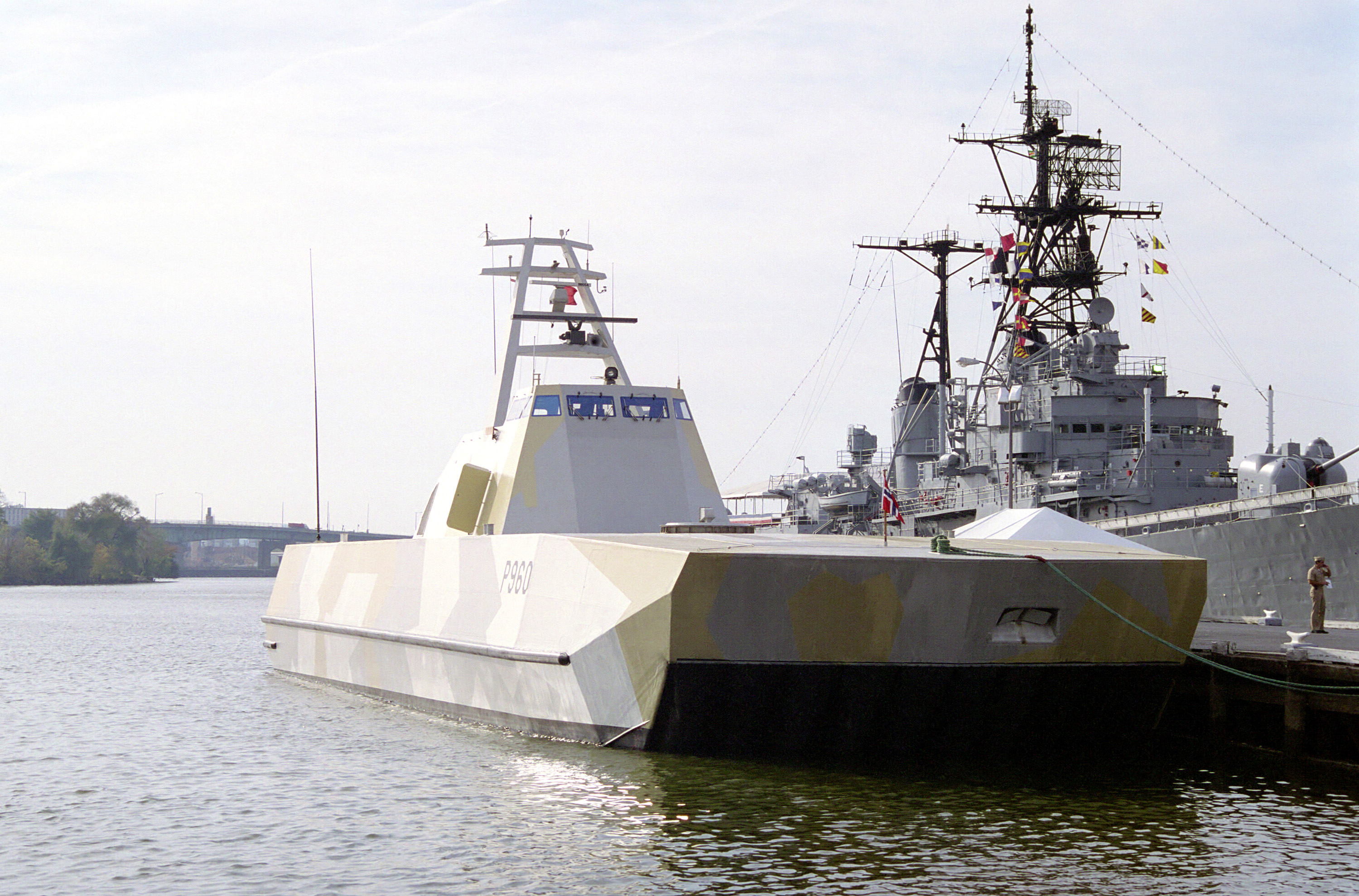
La Skjold (P960)

Le caratteristiche principali di queste unità sono la velocità, superiore ai 60 nodi, e le loro caratteristiche Stealth. Al momento sono sei le unità in servizio e la Skjold è stata la prima ad essere completata nel 1998. La seconda vedetta, la Storm, è stata impostata nel 2005 dopodiché la consegne sarebbero dovute avvenire ad intervalli di tre mesi. L'ultima unità della classe ad essere varata è stata la Gnist che è entrata in servizio nel 2012.
Per garantire le capacità Stealth il disegno delle sovrastrutture è stato particolarmente curato e la stessa struttura è realizzata in materiale radar-assorbente. In questo modo si è ottenuto anche un risparmio di peso evitando di dover ricoprire le superfici esterne, come avviene in altri casi, con questo speciale materiale.
Rispetto al progetto iniziale per ottenere una maggiore potenza sono state utilizzate quattro turbine a gas. L'armamento è ora composto da un cannone da 76 mm prodotto dalla Otobreda. Per la costruzione dello scafo sono stati impiegati materiali che ne aumentano la resistenza e ne minimizzano i rischi di incendio. Anche il ponte di comando ha subito delle modifiche.
La U.S. Navy ha manifestato interesse per queste unità e ha affittato la Skjold per un anno tra il 2001 e il 2002. L'equipaggio era composto da marinai norvegesi ed ha operato dalla Naval Amphibius Base di Little Creek. La Raytheon ha creato un consorzio internazionale con l'intenzione di presentare una versione migliorata della corvetta alla gara indetta dalla Marina statunitense per la futura Littoral Combat Ship.

## Unità
| Distintivo ottico | Nome   | Impostazione  | Varo              | Entrata in servizio |
| ----------------- | ------ | ------------- | ----------------- | ------------------- |
| P960              | Skjold | 4 agosto 1997 | 22 settembre 1998 | 17 aprile 1999      |
| P961              | Storm  | ottobre 2005  | 1 novembre 2006   | 9 settembre 2010    |
| P962              | Skudd  | marzo 2006    | 30 aprile 2007    | 28 ottobre 2010     |
| P963              | Steil  | ottobre 2006  | 15 gennaio 2008   | 30 giugno 2011      |
| P964              | Glimt  | maggio 2007   | 2008              | 29 marzo 2012       |
| P965              | Gnist  | dicembre 2007 | 2008              | 8 novembre 2012     |